# Gwiazdy typu widmowego S

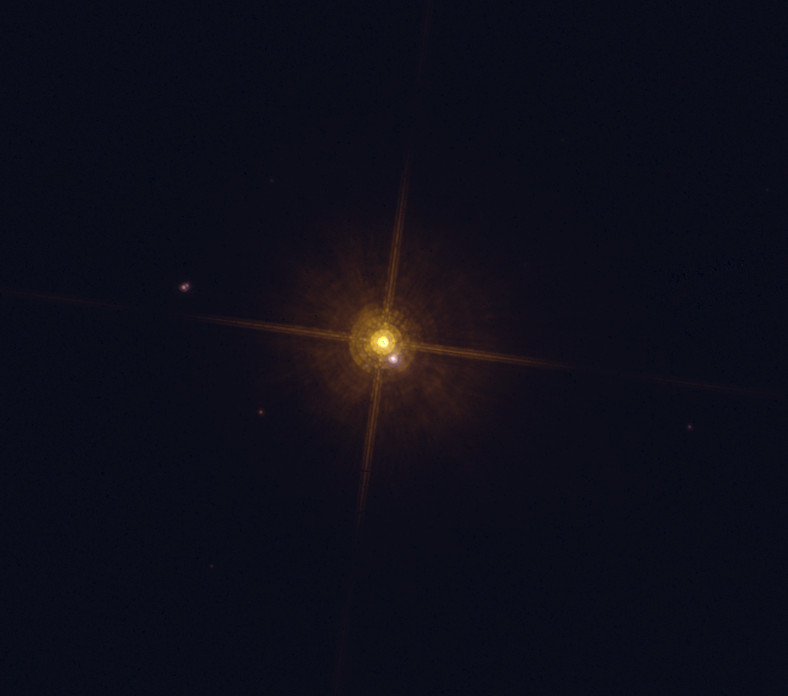
W Aquilae to gwiazda typu widmowego S i miryda, mająca bliską towarzyszkę widoczną na tym zdjęciu z Kosmicznego Teleskopu Hubble’a.

Gwiazdy typu widmowego S, gwiazdy cyrkonowe – gwiazdy zaliczane do typu widmowego S, pośredniego między typem widmowym M a gwiazdami węglowymi.
Emitują promieniowanie o długości fali odpowiadającej kolorowi ciemnoczerwonemu, a temperatura ich powierzchni nie przekracza 3000 K. Takie gwiazdy obserwowane są niezwykle rzadko. Ich nazwa bierze się od widocznych w widmie promieniowania znacznych ilości tlenku cyrkonu (ZrO) produkowanego w trakcie tzw. procesu s. Poza nim, widoczne są również tlenek tytanu i tlenek węgla.
Prawie wszystkie znane gwiazdy tego typu są olbrzymami lub nadolbrzymami.
Do gwiazd typu S należą: S Ursae Majoris, HR 1105, T Camelopardalis, U Cassiopeiae.